# Autor nazwy (zoologia)
Autor nazwy naukowej taksonu w nomenklaturze zoologicznej to osoba lub osoby, które jako pierwsze opublikują w publikacji naukowej nazwę dla danego taksonu spełniającą określone warunki formalne.
Zgodnie z Międzynarodowym Kodeksem Nomenklatury Zoologicznej znaczenie dla cytowania nazwy naukowej ma ranga jednostki systemu klasyfikacyjnego. Nazwy dzielone są na trzy grupy:
- o randze wyższej od rodzaju (plemię, podrodzina, rodzina itd.),
- dotyczące rodzaju i podrodzaju,
- dotyczące gatunku i jednostek niższych od gatunku.

W obrębie każdej z wymienionych grup jednostek taksonomicznych obowiązuje to samo autorstwo nazwy taksonów niezależnie od ich rangi. Przykładowo przynależność taksonomiczna rusałki admirał w nomenklaturze zoologicznej jest następująca:
- rodzina: Nymphalidae Swainson, 1827
  - podrodzina: Nymphalinae Swainson, 1827
    - plemię Nymphalini Swainson, 1827
      - rodzaj: Vanessa Fabricius, 1807
        - gatunek: Vanessa atalanta (Linnaeus, 1758)

W nawiasach okrągłych podawany jest autor ważnej diagnozy taksonomicznej, który jednak wskazał odmienną od uznawanej aktualnie przynależność systematyczną. W tym przypadku Karol Linneusz umieścił gatunek w obrębie rodzaju Papilio, jako Papilio atalanta Linnaeus, 1758.
Przy podawaniu autora nazwy podaje się nazwisko w pełnym brzmieniu, bez jego skracania i bez podawania imion. Jeśli nazwisko jest popularne i przez to niejednoznaczne, podaje się inicjały imienia lub imion. Po nazwisku podaje się datę pierwszej publikacji oddzieloną od nazwiska przecinkiem. Międzynarodowy Kodeks Nomenklatury Zoologicznej nie wymaga wprawdzie stawiania przecinka pomiędzy nazwiskiem autora a datą publikacji, a jedynie sugeruje taką formę zapisu. W praktyce spotykane są zatem obydwie formy zapisu, w zależności od przyjętej konwencji: z przecinkiem lub bez.
Przykłady:
- Balaena mysticetus Linnaeus, 1758

Zapis taki oznacza, że wieloryb grenlandzki, którego nazwa dotyczy, opisany został po raz pierwszy poprawnie pod względem formalnym (z punktu widzenia kodeksu nomenklatury zoologicznej) przez Linneusza w jego Systema Naturae w 1758 roku. W dodatku zarówno pod względem nomenklatorycznym i taksonomicznym diagnoza taksonomiczna nie uległa zmianie.
- Anser albifrons (Scopoli, 1769)

Gęś białoczelna została po raz pierwszy opisana w publikacji naukowej przez Giovanniego Scopolego jako Branta albifrons Scopoli, 1769. Takson ten został później przez taksonomów przesunięty do rodzaju Anser. Zmiana ujęcia nie ma wpływu na podawanie nazwiska autora nazwy (inaczej jest w nomenklaturze botanicznej). Zmianę ujęcia uwidacznia się tylko objęciem nawiasami nazwiska i daty publikacji.
Pełne cytowanie nazwy naukowej rozszerzone o wskazanie miejsca publikacji diagnozy taksonomicznej stosowane jest w publikacjach taksonomicznych. Przykład:
- Branta albifrons Scopoli, 1769, Annus I Hist.-Nat. 69.